# こいぬ座ベータ星
こいぬ座β星（こいぬざベータせい、β CMi / β Canis Minoris）は、こいぬ座の恒星で3等星。

## 概要
B型主系列星。太陽の125倍もの速さで自転していることにより、放出された物質が星を円盤状に囲んでいる。その円盤からの放射によりスペクトルに特徴的な輝線が見られるBe星に分類されている。

## 名称
固有名のゴメイサ (Gomeisa) は、アラビア語で「小さな涙ぐんだもの」を意味するالغميصاء(al-ghumaiṣāʾ )に由来する。これは元々α星のプロキオンに付けられていた名前が近年誤ってβ星に使われるようになったものである。2016年7月20日に国際天文学連合の恒星の命名に関するワーキンググループ (Working Group on Star Names, WGSN) は、Gomeisa をこいぬ座β星の固有名として承認した。